# Hakea invaginata
Hakea invaginata (лат.) — кустарник, вид рода Хакея (Hakea) семейства Протейные (Proteaceae) родом из Западной Австралии. Цветёт с июня по сентябрь.

## Ботаническое описание
Hakea invaginata — раскидистый кустарник высотой от 1,5 до 3 м. Веточки густо покрыты тонкими спутанными волосками. У вечнозелёных округлых на срезе листьев есть пять глубоких узких бороздок, проходящих по всей длине листа. Листья голые сверху и имеют длину от 7 до 22 см и диаметр от 1,2 до 1,5 мм. Цветёт с июня по сентябрь розово-фиолетовыми цветами. Соцветие имеет зонтиковидную кисть и сгруппировано в длинную кистевидную структуру, содержащую от 60 до 80 цветков вдоль пазухи. Околоцветник чаще всего розовый, реже белый. Пестик имеет длину от 10 до 12,5 мм с субглобулярной железой. После цветения на кисти образуется от одного до шести плодов. Плоды имеют наклонно-эллиптическую форму, иногда изогнутую, длиной от 1,6 до 2,2 см и шириной от 0,8 до 1,1 см. Семена от светло- до тёмно-коричневого цвета с черноватыми пятнами. Каждое семя имеет овально-яйцевидную или эллиптическую форму, длиной от 11 до 14 мм и шириной от 5 до 6 мм с крылом по обеим сторонам тела.

## Таксономия
Вид Hakea invaginata был впервые официально описан британским ботаником Брайаном Берттом в 1950 году как часть работы Hooker's Icones Plantarum. Известными синонимами являются Hakea invaginata invaginata, Hakea sulcata intermedia и Hakea invaginata pachycarpa. Видовой эпитет — от латинского слова invaginatus, означающего «заключать» или «складывать», относящегося к продольно рифлёным листьям.

## Распространение и местообитание
H. invaginata является эндемичным для областей в округах Уитбелт и Средне-Западный Западной Австралии, от Нортгемптона на северо-западе до Маунт-Магнет на северо-востоке, вокруг Мерредина на юге. Растёт на песчаных, суглинистых или гравийных почвах. Часто встречается на песчаных равнинах, где входит в состав кустарниковых биосистем, в которых преобладают виды акации или мелалеука.